# Trasformazione maligna
La trasformazione maligna è il processo mediante il quale le cellule acquisiscono le proprietà del cancro. Ciò può verificarsi come processo primario nei tessuti normali o secondariamente come degenerazione maligna di un tumore benigno precedentemente esistente. 

## Cause
Esistono molte cause di trasformazione maligna primaria o carcinogenesi. La maggior parte dei tumori umani negli Stati Uniti sono causati da fattori esterni e questi fattori sono in gran parte evitabili. Questi fattori sono stati riassunti da Richard Doll e Richard Peto nel 1981,  e sono stati ancora considerati validi nel 2015.  Questi fattori sono elencati nella tabella. 
| Fattore                                 | Percentuale stimata di decessi per cancro |
| Dieta                                   | 35                                        |
| Tabacco                                 | 30                                        |
| Infezione                               | 10                                        |
| Comportamento riproduttivo e sessuale a | 7                                         |
| Occupazione                             | 4                                         |
| Alcool                                  | 3                                         |
| Luce solare (UV)                        | 3                                         |
| Inquinamento                            | 2                                         |
| Medicinali e procedure mediche          | 1                                         |
| Additivi del cibo                       | <1                                        |
| Prodotti industriali                    | <1                                        |
| --------------------------------------- | ----------------------------------------- |

a I comportamenti riproduttivi e sessuali comprendono: numero di partner; età alla prima mestruazione; zero contro una o più nascite vive.

## Esempi di trasformazione maligna legata all'alimentazione

### Dieta e cancro al colon
Il carcinoma del colon fornisce un esempio dei meccanismi con cui la dieta, il principale fattore elencato nella tabella, è un fattore esterno nel cancro. La dieta occidentale degli afroamericani negli Stati Uniti è associata a un tasso annuale di tumore del colon di 65 per 100.000 individui, mentre la dieta ricca di fibre/a basso contenuto di grassi dei nativi africani delle zone rurali in Sud Africa è associata a un tasso annuale di tumore del colon <5 per 100.000. Utilizzare la dieta occidentale per due settimane per i nativi africani ha aumentato i loro acidi biliari secondari, incluso l'acido desossicolico cancerogeno, del 400%, e ha anche modificato il microbiota del colon.  Le prove esaminate da Sun e Kato indicano che le differenze nel microbiota del colon umano svolgono un ruolo importante nella progressione del cancro del colon. 

### Dieta e cancro ai polmoni
Un secondo esempio, correlando una componente dietetica a un tumore, è illustrato dal carcinoma polmonare. Sono stati condotti due grandi studi basati sulla popolazione, uno in Italia e uno negli Stati Uniti. In Italia, una popolazione di studio di 1721 individui con diagnosi di carcinoma polmonare e nessuna malattia grave e 1918 soggetti di controllo con assenza di anamnesi di carcinoma polmonare o malattie avanzate. Tutti gli individui hanno compilato un questionario sulla frequenza alimentare che includeva il consumo di noci, nocciole, mandorle e arachidi e indicava lo stato di fumo. Negli Stati Uniti, 495.785 membri dell'AARP sono stati interrogati sul consumo di arachidi, noci, semi o altre noci oltre ad altri alimenti e allo stato di fumo. In questo studio americano sono stati identificati 18.533 casi di carcinoma polmonare durante 16 anni di follow-up. Complessivamente, gli individui nel quintile più alto di frequenza del consumo di noci hanno avuto un rischio inferiore del 26% di cancro ai polmoni nello studio italiano e un rischio inferiore del 14% di cancro ai polmoni nello studio americano. Risultati simili sono stati ottenuti tra gli individui che erano fumatori. 

## A causa del tabacco
I composti chimici più importanti nel tabacco che sono cancerogeni sono quelli che producono danni al DNA poiché tali danni sembrano essere la principale causa di cancro. Cunningham et al. combinano il peso in microgrammi del composto nel fumo di una sigaretta con l'effetto genotossico noto per microgrammo per identificare i composti più cancerogeni nel fumo di sigaretta. Questi composti e i loro effetti genotossici sono elencati nell'articolo sigaretta. I primi tre composti sono acroleina, formaldeide e acrilonitrile, tutti noti agenti cancerogeni . 

## A causa di infezione

### Causa virale
Nel 2002 l'Agenzia internazionale per la ricerca sul cancro e l'Organizzazione mondiale della sanità ha stimato che l'11,9% dei tumori umani è causato da uno dei sette virus (vedere la tabella di riepilogo Oncovirus). Questi sono
1. virus di Epstein-Barr (EBV o HHV4);
2. Herpesvirus associato al sarcoma di Kaposi (KSHV o HHV8);
3. Virus dell'epatite B (HBV)
4. Virus dell'epatite C (HCV);
5. Virus T-linfotrofico umano 1 (HTLV-1);
6. Poliomavirus a cellule di Merkel (MCPyV);
7. Gruppo di papillomavirus alfa-umani (HPV)[11]

### Causa batterica

#### Helicobacter pylorie cancro gastrico
Nel 1995 l'evidenza epidemiologica ha indicato che l'infezione da Helicobacter pylori aumenta il rischio di carcinoma gastrico. Più di recente, prove sperimentali hanno dimostrato che l'infezione da ceppi batterici positivi all'Helicobacter pylori cagA provoca gravi gradi di infiammazione e danni ossidativi al DNA, portando progressivamente verso il cancro gastrico.

#### Altri ruoli batterici nella carcinogenesi
Perera et al. riferivano di una serie di articoli che indicavano i ruoli dei batteri in altri tumori. Hanno indicato singoli studi sul ruolo della Chlamydia trachomatis nel carcinoma cervicale, della Salmonella typhi nel carcinoma della colecisti e sia del batterio Bacteroides fragilis che del Fusobacterium nucleatum nel carcinoma del colon. Meurman ha recentemente riassunto le prove che collegano il microbiota orale con la carcinogenesi. Sebbene suggestivi, questi studi necessitano di ulteriori conferme.

## Fattori sottostanti comuni nel cancro

### Mutazioni
Una comunanza di fondo nei tumori è la mutazione genetica, acquisita per eredità o, più comunemente, da mutazioni nel proprio DNA somatico nel tempo. Le mutazioni considerate importanti nei tumori sono quelle che alterano i geni codificanti le proteine (l'esoma). Come Vogelstein et al. sottolinea, un tumore contiene da due a otto mutazioni del "gene pilota" dell'esoma e un numero maggiore di mutazioni dell'esoma che sono "passeggeri" che non conferiscono alcun vantaggio di crescita selettiva.
Anche i tumori hanno generalmente instabilità del genoma, che include un'alta frequenza di mutazioni nel DNA non codificante che costituisce circa il 98% del genoma umano. Il numero medio di mutazioni della sequenza del DNA nell'intero genoma del tessuto del carcinoma mammario è di circa 20.000. In un melanoma medio (in cui i melanomi hanno una frequenza di mutazione dell'esoma più elevata) il numero totale di mutazioni della sequenza del DNA è di circa 80.000.

## Indotta da metalli pesanti
I metalli pesanti cadmio, arsenico e nichel sono tutti cancerogeni quando presenti al di sopra di determinati livelli.
Il cadmio è noto per essere cancerogeno, probabilmente a causa della riduzione della riparazione del DNA. Lei et al. valutano cinque geni di riparazione del DNA nei ratti dopo l'esposizione dei ratti a bassi livelli di cadmio. Hanno scoperto che il cadmio ha causato la repressione di tre dei geni di riparazione del DNA: XRCC1 necessario per la riparazione dell'escissione di basi, OGG1 necessario per la riparazione dell'escissione di base e ERCC1 per la riparazione dell'escissione di nucleotidi. La repressione di questi geni non era dovuta alla metilazione dei loro promotori. 
La cancerogenicità dell'arsenico è stata rivista da Bhattacharjee et al. Hanno riassunto il ruolo dell'arsenico e dei suoi metaboliti nella generazione di stress ossidativo, con conseguente danno al DNA. Oltre a causare danni al DNA, l'arsenico provoca anche la repressione di numerosi enzimi di riparazione del DNA sia nel percorso di riparazione dell'escissione di base sia nel percorso di riparazione dell'escissione del nucleotide. Bhattacharjee et al. ha ulteriormente rivisto il ruolo dell'arsenico nel causare disfunzione telomerica, arresto mitotico, apoptosi difettosa, nonché metilazione del promotore alterata ed espressione di miRNA. Ognuna di queste alterazioni potrebbe contribuire alla carcinogenesi indotta dall'arsenico. 
I composti del nichel sono cancerogeni e l'esposizione professionale al nichel è associata ad un aumentato rischio di tumori polmonari e nasali. I composti del nichel mostrano una debole attività mutagena, ma alterano considerevolmente il paesaggio trascrizionale del DNA degli individui esposti.  Arita et al.  esaminano le cellule mononucleate del sangue periferico di otto lavoratori della raffineria di nichel e dieci lavoratori non esposti. Hanno trovato 2756 geni espressi in modo differenziato con 770 geni sovra-regolati e 1986 sotto-regolati. I geni di riparazione del DNA erano significativamente sovrarappresentati tra i geni espressi in modo differenziato, con 29 geni di riparazione del DNA repressi nei lavoratori della raffineria di nichel e due sovraespressi. Le alterazioni nell'espressione genica sembrano essere dovute a alterazioni epigenetiche degli istoni, metilazioni dei promotori genici e ipermetilazione di almeno microRNA miR-152.

## Segni clinici
La trasformazione maligna delle cellule in un tumore benigno può essere rilevata dall'esame patologico dei tessuti. Spesso i segni e i sintomi clinici sono indicativi di un tumore maligno. Il medico, nel corso della anamnesi, può trovare che ci sono stati cambiamenti nelle dimensioni o nelle sensazioni riferite dal paziente e, su esame diretto, che c'è stato un cambiamento nella lesione stessa. 
Le valutazioni del rischio possono essere fatte e sono note per alcuni tipi di tumore benigno che sono noti per subire una trasformazione maligna. Uno degli esempi più noti di questo fenomeno è la progressione di un nevo verso il melanoma . 